# Блейденсбург (Огайо)
Блейденсбург (англ. Bladensburg) — переписна місцевість (CDP) в США, в окрузі Нокс штату Огайо. Населення — 180 осіб (2020).

## Географія
Блейденсбург розташований за координатами 40°17′7″ пн. ш. 82°17′1″ зх. д. / 40.28528° пн. ш. 82.28361° зх. д. (40.285254, -82.283594).  За даними Бюро перепису населення США в 2010 році переписна місцевість мала площу 0,86 км², з яких 0,86 км² — суходіл та 0,00 км² — водойми.

## Демографія
Згідно з переписом 2010 року, у переписній місцевості мешкала 191 особа в 70 домогосподарствах у складі 50 родин. Густота населення становила 222 особи/км².  Було 78 помешкань (91/км²).
Расовий склад населення:
| - 99,5 % — білих |

До двох чи більше рас належало 0,5 %. Частка іспаномовних становила 1,0 % від усіх жителів.
За віковим діапазоном населення розподілялося таким чином: 30,9 % — особи молодші 18 років, 56,5 % — особи у віці 18—64 років, 12,6 % — особи у віці 65 років та старші. Медіана віку мешканця становила 32,3 року. На 100 осіб жіночої статі у переписній місцевості припадало 83,7 чоловіків;  на 100 жінок у віці від 18 років та старших — 73,7 чоловіків також старших 18 років.
Середній дохід на одне домашнє господарство  становив 39 093 долари США (медіана — 42 986), а середній дохід на одну сім'ю — 38 445 доларів (медіана — 43 472). За межею бідності перебувало 39,8 % осіб, у тому числі 100,0 % дітей у віці до 18 років та 0,0 % осіб у віці 65 років та старших.
Цивільне працевлаштоване населення становило 31 осіб. Основні галузі зайнятості: освіта, охорона здоров'я та соціальна допомога — 32,3 %, роздрібна торгівля — 29,0 %, виробництво — 25,8 %.